# Sead Kolašinac
Sead Kolašinac (IPA: [ˈsead kolaˈʃinat͡s]; Karlsruhe, 20 giugno 1993) è un calciatore bosniaco con cittadinanza tedesca, difensore dell'Atalanta e della nazionale bosniaca.
Viene soprannominato "The tank".

## Biografia
Sead Kolašinac è nato e cresciuto in Germania da padre montenegrino e madre bosniaca.
Il 25 luglio 2019 è stato vittima di un tentativo di rapina da parte di due rapinatori armati di coltello, mentre si trovava con il suo compagno di squadra Mesut Özil, ed è riuscito a sventare l'aggressione.

## Caratteristiche tecniche
Gioca prevalentemente come terzino sinistro, ma può essere schierato anche nel ruolo di difensore centrale o mediano davanti alla difesa. Le sue armi principali sono la fisicità nei contrasti e l'abilità palla al piede per fornire i cross, dove si rivela un discreto uomo-assist. A questo si aggiunge anche un carattere molto turbolento.

## Carriera

### Club

#### Gli inizi
Kolašinac ha iniziato a giocare a calcio nel club della sua città natale, il Karlsruhe, entrando a far parte del settore giovanile nel 2001. Nel 2009 si trasferisce all'Hoffenheim, dove resta un anno prima di essere ceduto allo Stoccarda.

#### Schalke 04
Nel mercato invernale del 2011 viene acquisto dallo Schalke 04 e fa il suo debutto in Bundesliga il 15 settembre 2012, nella vittoria per 2-0 sul campo del Greuther Fürth. Il 4 dicembre seguente debutta in UEFA Champions League contro il Montpellier. Nel 2013 firma un rinnovo quadriennale con la squadra di Gelsenkirchen.
Nell'agosto 2014 subisce un grave infortunio al ginocchio, riportando una lesione del legamento crociato anteriore che lo ha lasciato fuori diversi mesi; è tornato in campo l'11 aprile 2015, nella partita contro il Friburgo. Il 13 dicembre 2015 segna il suo primo gol da professionista contro l'Augusta.

#### Arsenal e prestito allo Schalke 04
Dopo 5 stagioni in maglia dei Königsblauen, il 6 giugno 2017 passa ufficialmente all'Arsenal. Il 6 agosto 2017, segna al debutto con la maglia dei Gunners, nella finale di Community Shield vinta contro il Chelsea, realizzando il gol del momentaneo 1-1. Tra l'altro nella partita lui è subentrato all'infortunato Per Mertesacker al 33' del primo tempo.
Il 31 dicembre 2020 torna in prestito fino al termine della stagione allo Schalke 04.

#### Olympique Marsiglia
A fine prestito fa ritorno all'Arsenal, in cui milita sino al 18 gennaio 2022, giorno in cui si trasferisce a titolo definitivo all'Olympique Marsiglia. In un anno e mezzo colleziona 58 presenze con 4 gol e 2 assist.

#### Atalanta
Dopo la scadenza del suo contratto con il club francese, il 6 luglio 2023 firma un contratto triennale con stipendio da 2 milioni netti a stagione con l'Atalanta. Esordisce ufficialmente con gli orobici (e in Serie A) il 20 agosto, nel successo per 2-0 in casa del Sassuolo, partendo titolare. L'8 ottobre sigla la sua prima rete con gli orobici nella partita persa 3-2 contro la Lazio, in cui firma il momentaneo 2-2. Nella stessa annata, contribuisce alla vittoria dell'Europa League da parte degli orobici, arrivata in seguito al successo in finale sul Bayer Leverkusen, che ha rappresentato il primo trofeo europeo nella storia del club. Nella stagione successiva trova la sua prima rete in UEFA Champions League, competizione che torna a disputare dopo 11 stagioni, nel successo per 6-1 in casa dello Young Boys del 26 novembre 2024.

### Nazionale
Dopo aver giocato in tutte le nazionali giovanili della nazionale tedesca, ha scelto di vestire la maglia della nazionale bosniaca, debuttando il 18 novembre 2013 nell'amichevole persa per 2-0 contro l'Argentina. Partecipa al Mondiale 2014, dove alla prima partita, giocata nuovamente contro l'Argentina e persa 2-1, realizza un'autorete al terzo minuto di gioco.

## Statistiche

### Presenze e reti nei club
Statistiche aggiornate al 29 gennaio 2025.
| Stagione             | Squadra              | Campionato           | Campionato | Campionato | Coppe nazionali | Coppe nazionali | Coppe nazionali | Coppe continentali | Coppe continentali | Coppe continentali | Altre coppe | Altre coppe | Altre coppe | Totale | Totale |
| Stagione             | Squadra              | Comp                 | Pres       | Reti       | Comp            | Pres            | Reti            | Comp               | Pres               | Reti               | Comp        | Pres        | Reti        | Pres   | Reti   |
| -------------------- | -------------------- | -------------------- | ---------- | ---------- | --------------- | --------------- | --------------- | ------------------ | ------------------ | ------------------ | ----------- | ----------- | ----------- | ------ | ------ |
| mar.-apr. 2012       | Schalke 04 II        | RS                   | 2          | 0          | -               | -               | -               | -                  | -                  | -                  | -           | -           | -           | 2      | 0      |
| ago.-dic. 2012       | Schalke 04 II        | RS                   | 5          | 2          | -               | -               | -               | -                  | -                  | -                  | -           | -           | -           | 5      | 2      |
| mar. 2015            | Schalke 04 II        | RS                   | 1          | 0          | -               | -               | -               | -                  | -                  | -                  | -           | -           | -           | 1      | 0      |
| Totale Schalke 04 II | Totale Schalke 04 II | Totale Schalke 04 II | 8          | 2          |                 |                 |                 |                    |                    |                    |             |             |             | 8      | 2      |
| 2012-2013            | Schalke 04           | BL                   | 16         | 0          | CG              | 1               | 0               | UCL                | 3                  | 0                  | -           | -           | -           | 20     | 0      |
| 2013-2014            | Schalke 04           | BL                   | 24         | 0          | CG              | 0               | 0               | UCL                | 6                  | 0                  | -           | -           | -           | 30     | 0      |
| 2014-2015            | Schalke 04           | BL                   | 6          | 0          | CG              | 1               | 0               | UCL                | 0                  | 0                  | -           | -           | -           | 7      | 0      |
| 2015-2016            | Schalke 04           | BL                   | 23         | 1          | CG              | 1               | 0               | UEL                | 6                  | 0                  | -           | -           | -           | 30     | 1      |
| 2016-2017            | Schalke 04           | BL                   | 25         | 3          | CG              | 3               | 0               | UEL                | 8                  | 0                  | -           | -           | -           | 36     | 3      |
| 2017-2018            | Arsenal              | PL                   | 27         | 2          | FACup+CdL       | 0+3             | 0               | UEL                | 5                  | 2                  | CS          | 1           | 1           | 36     | 5      |
| 2018-2019            | Arsenal              | PL                   | 24         | 0          | FACup+CdL       | 2+0             | 0               | UEL                | 10                 | 0                  | -           | -           | -           | 36     | 0      |
| 2019-2020            | Arsenal              | PL                   | 26         | 0          | FACup+CdL       | 4+1             | 0+0             | UEL                | 1                  | 0                  | -           | -           | -           | 32     | 0      |
| 2020-gen. 2021       | Arsenal              | PL                   | 1          | 0          | FACup+CdL       | 0+3             | 0+0             | UEL                | 4                  | 0                  | CS          | 1           | 0           | 9      | 0      |
| gen.-giu. 2021       | Schalke 04           | BL                   | 17         | 1          | CG              | 1               | 0               | -                  | -                  | -                  | -           | -           | -           | 18     | 1      |
| Totale Schalke 04    | Totale Schalke 04    | Totale Schalke 04    | 111        | 5          |                 | 7               | 0               |                    | 23                 | 0                  |             | -           | -           | 141    | 5      |
| 2021-gen. 2022       | Arsenal              | PL                   | 2          | 0          | FACup+CdL       | 1+2             | 0+0             | -                  | -                  | -                  | -           | -           | -           | 5      | 0      |
| Totale Arsenal       | Totale Arsenal       | Totale Arsenal       | 80         | 2          |                 | 16              | 0               |                    | 16                 | 2                  |             | 2           | 1           | 118    | 5      |
| gen.-giu. 2022       | Olympique Marsiglia  | L1                   | 14         | 0          | CF              | 0               | 0               | UECL               | 3                  | 0                  | -           | -           | -           | 17     | 0      |
| 2022-2023            | Olympique Marsiglia  | L1                   | 33         | 4          | CF              | 4               | 0               | UCL                | 4                  | 0                  | -           | -           | -           | 41     | 4      |
| Totale Marsiglia     | Totale Marsiglia     | Totale Marsiglia     | 47         | 4          |                 | 4               | 0               |                    | 7                  | 0                  |             | -           | -           | 58     | 4      |
| 2023-2024            | Atalanta             | A                    | 30         | 1          | CI              | 4               | 0               | UEL                | 9                  | 0                  | -           | -           | -           | 43     | 1      |
| 2024-2025            | Atalanta             | A                    | 15         | 0          | CI              | 0               | 0               | UCL                | 8                  | 1                  | SI+SU       | 1+1         | 0           | 25     | 1      |
| Totale Atalanta      | Totale Atalanta      | Totale Atalanta      | 45         | 1          |                 | 4               | 0               |                    | 17                 | 1                  |             | 2           | 0           | 68     | 2      |
| Totale carriera      | Totale carriera      | Totale carriera      | 291        | 14         |                 | 31              | 0               |                    | 63                 | 3                  |             | 4           | 1           | 389    | 18     |

### Cronologia presenze e reti in nazionale
| Cronologia completa delle presenze e delle reti in nazionale ― Bosnia ed Erzegovina | Cronologia completa delle presenze e delle reti in nazionale ― Bosnia ed Erzegovina | Cronologia completa delle presenze e delle reti in nazionale ― Bosnia ed Erzegovina | Cronologia completa delle presenze e delle reti in nazionale ― Bosnia ed Erzegovina | Cronologia completa delle presenze e delle reti in nazionale ― Bosnia ed Erzegovina | Cronologia completa delle presenze e delle reti in nazionale ― Bosnia ed Erzegovina | Cronologia completa delle presenze e delle reti in nazionale ― Bosnia ed Erzegovina | Cronologia completa delle presenze e delle reti in nazionale ― Bosnia ed Erzegovina |
| Data                                                                                | Città                                                                               | In casa                                                                             | Risultato                                                                           | Ospiti                                                                              | Competizione                                                                        | Reti                                                                                | Note                                                                                |
| ----------------------------------------------------------------------------------- | ----------------------------------------------------------------------------------- | ----------------------------------------------------------------------------------- | ----------------------------------------------------------------------------------- | ----------------------------------------------------------------------------------- | ----------------------------------------------------------------------------------- | ----------------------------------------------------------------------------------- | ----------------------------------------------------------------------------------- |
| 18-11-2013                                                                          | Saint Louis                                                                         | Argentina                                                                           | 2 – 0                                                                               | Bosnia ed Erzegovina                                                                | Amichevole                                                                          | -                                                                                   |                                                                                     |
| 5-3-2014                                                                            | Innsbruck                                                                           | Bosnia ed Erzegovina                                                                | 0 – 2                                                                               | Egitto                                                                              | Amichevole                                                                          | -                                                                                   | 26’ 46’                                                                             |
| 30-5-2014                                                                           | Saint Louis                                                                         | Bosnia ed Erzegovina                                                                | 2 – 1                                                                               | Costa d'Avorio                                                                      | Amichevole                                                                          | -                                                                                   | 19’                                                                                 |
| 3-6-2014                                                                            | Chicago                                                                             | Messico                                                                             | 0 – 1                                                                               | Bosnia ed Erzegovina                                                                | Amichevole                                                                          | -                                                                                   | 46’ 85’                                                                             |
| 15-6-2014                                                                           | Rio de Janeiro                                                                      | Argentina                                                                           | 2 – 1                                                                               | Bosnia ed Erzegovina                                                                | Mondiali 2014 - 1º turno                                                            | -                                                                                   |                                                                                     |
| 25-6-2014                                                                           | Salvador                                                                            | Bosnia ed Erzegovina                                                                | 3 – 1                                                                               | Iran                                                                                | Mondiali 2014 - 1º turno                                                            | -                                                                                   |                                                                                     |
| 12-6-2015                                                                           | Zenica                                                                              | Bosnia ed Erzegovina                                                                | 3 – 1                                                                               | Israele                                                                             | Qual. Euro 2016                                                                     | -                                                                                   |                                                                                     |
| 3-9-2015                                                                            | Bruxelles                                                                           | Belgio                                                                              | 3 – 1                                                                               | Bosnia ed Erzegovina                                                                | Qual. Euro 2016                                                                     | -                                                                                   | 54’ 72’                                                                             |
| 6-9-2015                                                                            | Zenica                                                                              | Bosnia ed Erzegovina                                                                | 3 – 0                                                                               | Andorra                                                                             | Qual. Euro 2016                                                                     | -                                                                                   | 79’                                                                                 |
| 16-11-2015                                                                          | Dublino                                                                             | Irlanda                                                                             | 2 – 0                                                                               | Bosnia ed Erzegovina                                                                | Qual. Euro 2016                                                                     | -                                                                                   |                                                                                     |
| 29-3-2016                                                                           | Zurigo                                                                              | Svizzera                                                                            | 0 – 2                                                                               | Bosnia ed Erzegovina                                                                | Amichevole                                                                          | -                                                                                   | 33’                                                                                 |
| 29-5-2016                                                                           | San Gallo                                                                           | Spagna                                                                              | 3 – 1                                                                               | Bosnia ed Erzegovina                                                                | Amichevole                                                                          | -                                                                                   |                                                                                     |
| 3-6-2016                                                                            | Toyota                                                                              | Bosnia ed Erzegovina                                                                | 2 – 2 (4 – 3 dtr)                                                                   | Danimarca                                                                           | Kirin Cup                                                                           | -                                                                                   |                                                                                     |
| 6-9-2016                                                                            | Zenica                                                                              | Bosnia ed Erzegovina                                                                | 5 – 0                                                                               | Estonia                                                                             | Qual. Mondiali 2018                                                                 | -                                                                                   |                                                                                     |
| 7-10-2016                                                                           | Bruxelles                                                                           | Belgio                                                                              | 4 – 0                                                                               | Bosnia ed Erzegovina                                                                | Qual. Mondiali 2018                                                                 | -                                                                                   | 16’                                                                                 |
| 10-10-2016                                                                          | Zenica                                                                              | Bosnia ed Erzegovina                                                                | 2 – 0                                                                               | Cipro                                                                               | Qual. Mondiali 2018                                                                 | -                                                                                   | 64’                                                                                 |
| 13-11-2016                                                                          | Atene                                                                               | Grecia                                                                              | 1 – 1                                                                               | Bosnia ed Erzegovina                                                                | Qual. Mondiali 2018                                                                 | -                                                                                   |                                                                                     |
| 25-3-2017                                                                           | Zenica                                                                              | Bosnia ed Erzegovina                                                                | 5 – 0                                                                               | Gibilterra                                                                          | Qual. Mondiali 2018                                                                 | -                                                                                   | 18’ 46’                                                                             |
| 31-8-2017                                                                           | Nicosia                                                                             | Cipro                                                                               | 3 – 2                                                                               | Bosnia ed Erzegovina                                                                | Qual. Mondiali 2018                                                                 | -                                                                                   | 81’                                                                                 |
| 3-9-2017                                                                            | Faro                                                                                | Gibilterra                                                                          | 0 – 4                                                                               | Bosnia ed Erzegovina                                                                | Qual. Mondiali 2018                                                                 | -                                                                                   |                                                                                     |
| 7-10-2017                                                                           | Sarajevo                                                                            | Bosnia ed Erzegovina                                                                | 3 – 4                                                                               | Belgio                                                                              | Qual. Mondiali 2018                                                                 | -                                                                                   | 90+2’                                                                               |
| 10-10-2017                                                                          | Tallinn                                                                             | Estonia                                                                             | 1 – 2                                                                               | Bosnia ed Erzegovina                                                                | Qual. Mondiali 2018                                                                 | -                                                                                   | 46’                                                                                 |
| 23-3-2018                                                                           | Sofia                                                                               | Bulgaria                                                                            | 0 – 1                                                                               | Bosnia ed Erzegovina                                                                | Amichevole                                                                          | -                                                                                   |                                                                                     |
| 27-3-2018                                                                           | Le Havre                                                                            | Senegal                                                                             | 0 – 0                                                                               | Bosnia ed Erzegovina                                                                | Amichevole                                                                          | -                                                                                   | 77’                                                                                 |
| 26-3-2019                                                                           | Zenica                                                                              | Bosnia ed Erzegovina                                                                | 2 – 2                                                                               | Grecia                                                                              | Qual. Euro 2020                                                                     | -                                                                                   | 90+1’                                                                               |
| 5-9-2019                                                                            | Zenica                                                                              | Bosnia ed Erzegovina                                                                | 5 – 0                                                                               | Liechtenstein                                                                       | Qual. Euro 2020                                                                     | -                                                                                   |                                                                                     |
| 8-9-2019                                                                            | Erevan                                                                              | Armenia                                                                             | 4 – 2                                                                               | Bosnia ed Erzegovina                                                                | Qual. Euro 2020                                                                     | -                                                                                   |                                                                                     |
| 12-10-2019                                                                          | Zenica                                                                              | Bosnia ed Erzegovina                                                                | 4 – 1                                                                               | Finlandia                                                                           | Qual. Euro 2020                                                                     | -                                                                                   |                                                                                     |
| 15-10-2019                                                                          | Atene                                                                               | Grecia                                                                              | 2 – 1                                                                               | Bosnia ed Erzegovina                                                                | Qual. Euro 2020                                                                     | -                                                                                   |                                                                                     |
| 15-11-2019                                                                          | Zenica                                                                              | Bosnia ed Erzegovina                                                                | 0 – 3                                                                               | Italia                                                                              | Qual. Euro 2020                                                                     | -                                                                                   |                                                                                     |
| 4-9-2020                                                                            | Firenze                                                                             | Italia                                                                              | 1 – 1                                                                               | Bosnia ed Erzegovina                                                                | UEFA Nations League 2020-2021 - 1º turno                                            | -                                                                                   | 83’                                                                                 |
| 8-10-2020                                                                           | Sarajevo                                                                            | Bosnia ed Erzegovina                                                                | 1 – 1 dts (3 – 4 dtr)                                                               | Irlanda del Nord                                                                    | Qual. Euro 2020                                                                     | -                                                                                   | 47’ 118’                                                                            |
| 11-10-2020                                                                          | Zenica                                                                              | Bosnia ed Erzegovina                                                                | 0 – 0                                                                               | Paesi Bassi                                                                         | UEFA Nations League 2020-2021 - 1º turno                                            | -                                                                                   | 46’                                                                                 |
| 14-10-2020                                                                          | Breslavia                                                                           | Polonia                                                                             | 3 – 0                                                                               | Bosnia ed Erzegovina                                                                | UEFA Nations League 2020-2021 - 1º turno                                            | -                                                                                   | 44’                                                                                 |
| 15-11-2020                                                                          | Amsterdam                                                                           | Paesi Bassi                                                                         | 3 – 1                                                                               | Bosnia ed Erzegovina                                                                | UEFA Nations League 2020-2021 - 1º turno                                            | -                                                                                   |                                                                                     |
| 24-3-2021                                                                           | Helsinki                                                                            | Finlandia                                                                           | 2 – 2                                                                               | Bosnia ed Erzegovina                                                                | Qual. Mondiali 2022                                                                 | -                                                                                   | 89’                                                                                 |
| 27-3-2021                                                                           | Zenica                                                                              | Bosnia ed Erzegovina                                                                | 0 – 0                                                                               | Costa Rica                                                                          | Amichevole                                                                          | -                                                                                   |                                                                                     |
| 31-3-2021                                                                           | Sarajevo                                                                            | Bosnia ed Erzegovina                                                                | 0 – 1                                                                               | Francia                                                                             | Qual. Mondiali 2022                                                                 | -                                                                                   |                                                                                     |
| 1-9-2021                                                                            | Strasburgo                                                                          | Francia                                                                             | 1 – 1                                                                               | Bosnia ed Erzegovina                                                                | Qual. Mondiali 2022                                                                 | -                                                                                   | 54’                                                                                 |
| 7-9-2021                                                                            | Zenica                                                                              | Bosnia ed Erzegovina                                                                | 2 – 2                                                                               | Kazakistan                                                                          | Qual. Mondiali 2022                                                                 | -                                                                                   | 46’                                                                                 |
| 9-10-2021                                                                           | Astana                                                                              | Kazakistan                                                                          | 0 – 2                                                                               | Bosnia ed Erzegovina                                                                | Qual. Mondiali 2022                                                                 | -                                                                                   |                                                                                     |
| 12-10-2021                                                                          | Leopoli                                                                             | Ucraina                                                                             | 1 – 1                                                                               | Bosnia ed Erzegovina                                                                | Qual. Mondiali 2022                                                                 | -                                                                                   | 90+1’                                                                               |
| 13-11-2021                                                                          | Zenica                                                                              | Bosnia ed Erzegovina                                                                | 1 – 3                                                                               | Finlandia                                                                           | Qual. Mondiali 2022                                                                 | -                                                                                   | 39’                                                                                 |
| 25-3-2022                                                                           | Zenica                                                                              | Bosnia ed Erzegovina                                                                | 0 – 1                                                                               | Georgia                                                                             | Amichevole                                                                          | -                                                                                   |                                                                                     |
| 29-3-2022                                                                           | Zenica                                                                              | Bosnia ed Erzegovina                                                                | 1 – 0                                                                               | Lussemburgo                                                                         | Amichevole                                                                          | -                                                                                   | cap. 82’                                                                            |
| 4-6-2022                                                                            | Helsinki                                                                            | Finlandia                                                                           | 1 – 1                                                                               | Bosnia ed Erzegovina                                                                | UEFA Nations League 2022-2023 - 1º turno                                            | -                                                                                   |                                                                                     |
| 7-6-2022                                                                            | Zenica                                                                              | Bosnia ed Erzegovina                                                                | 1 – 0                                                                               | Romania                                                                             | UEFA Nations League 2022-2023 - 1º turno                                            | -                                                                                   | 67’                                                                                 |
| 11-6-2022                                                                           | Podgorica                                                                           | Montenegro                                                                          | 1 – 1                                                                               | Bosnia ed Erzegovina                                                                | UEFA Nations League 2022-2023 - 1º turno                                            | -                                                                                   | 65’ 68’                                                                             |
| 14-6-2022                                                                           | Zenica                                                                              | Bosnia ed Erzegovina                                                                | 3 – 2                                                                               | Finlandia                                                                           | UEFA Nations League 2022-2023 - 1º turno                                            | -                                                                                   | 68’                                                                                 |
| 23-9-2022                                                                           | Zenica                                                                              | Bosnia ed Erzegovina                                                                | 1 – 0                                                                               | Montenegro                                                                          | UEFA Nations League 2022-2023 - 1º turno                                            | -                                                                                   |                                                                                     |
| 26-9-2022                                                                           | Bucarest                                                                            | Romania                                                                             | 4 – 1                                                                               | Bosnia ed Erzegovina                                                                | UEFA Nations League 2022-2023 - 1º turno                                            | -                                                                                   | 61’                                                                                 |
| 17-6-2023                                                                           | Lisbona                                                                             | Portogallo                                                                          | 3 – 0                                                                               | Bosnia ed Erzegovina                                                                | Qual. Euro 2024                                                                     | -                                                                                   | 80’                                                                                 |
| 20-6-2023                                                                           | Zenica                                                                              | Bosnia ed Erzegovina                                                                | 0 – 2                                                                               | Lussemburgo                                                                         | Qual. Euro 2024                                                                     | -                                                                                   |                                                                                     |
| 8-9-2023                                                                            | Zenica                                                                              | Bosnia ed Erzegovina                                                                | 2 – 1                                                                               | Liechtenstein                                                                       | Qual. Euro 2024                                                                     | -                                                                                   | 57’                                                                                 |
| 11-9-2023                                                                           | Reykjavík                                                                           | Islanda                                                                             | 1 – 0                                                                               | Bosnia ed Erzegovina                                                                | Qual. Euro 2024                                                                     | -                                                                                   |                                                                                     |
| 13-10-2023                                                                          | Vaduz                                                                               | Liechtenstein                                                                       | 0 – 2                                                                               | Bosnia ed Erzegovina                                                                | Qual. Euro 2024                                                                     | -                                                                                   | 87’                                                                                 |
| 16-10-2023                                                                          | Zenica                                                                              | Bosnia ed Erzegovina                                                                | 0 – 5                                                                               | Portogallo                                                                          | Qual. Euro 2024                                                                     | -                                                                                   | 88’                                                                                 |
| 21-3-2024                                                                           | Zenica                                                                              | Bosnia ed Erzegovina                                                                | 1 – 2                                                                               | Ucraina                                                                             | Qual. Euro 2024                                                                     | -                                                                                   | 9’                                                                                  |
| 11-10-2024                                                                          | Zenica                                                                              | Bosnia ed Erzegovina                                                                | 1 – 2                                                                               | Germania                                                                            | UEFA Nations League 2024-2025 - 1º turno                                            | -                                                                                   | 90+1’                                                                               |
| 14-10-2024                                                                          | Zenica                                                                              | Bosnia ed Erzegovina                                                                | 0 – 2                                                                               | Ungheria                                                                            | UEFA Nations League 2024-2025 - 1º turno                                            | -                                                                                   | 60’                                                                                 |
| 21-3-2025                                                                           | Bucarest                                                                            | Romania                                                                             | 0 – 1                                                                               | Bosnia ed Erzegovina                                                                | Qual. Mondiali 2026                                                                 | -                                                                                   |                                                                                     |
| 24-3-2025                                                                           | Zenica                                                                              | Bosnia ed Erzegovina                                                                | 2 – 1                                                                               | Cipro                                                                               | Qual. Mondiali 2026                                                                 | -                                                                                   | cap.                                                                                |
| Totale                                                                              |                                                                                     | Presenze (7º posto)                                                                 | 62                                                                                  |                                                                                     | Reti                                                                                | 0                                                                                   |                                                                                     |

## Palmarès

### Club

#### Competizioni nazionali
- Coppa d'Inghilterra: 1

Arsenal: 2019-2020
- Community Shield: 2

Arsenal: 2017, 2020

#### Competizioni internazionali
- UEFA Europa League: 1

Atalanta: 2023-2024

### Individuale
- Squadra della stagione della UEFA Europa League: 1

2018-2019